# Ридлан
Рѝдлан (на уелски: Rhuddlan) е град в Северен Уелс, графство Денбишър. Разположен е около река Клуид на около 5 km южно от град Рил. Архитектурна забележителност на града е замъка Ридлан Касъл, построен през 13 век. Имал е жп гара до 1960 г. Населението му е 4296 жители според данни от преброяването през 2001 г.